# Requête conjointe en droit français
En procédure civile française, la requête conjointe est un acte introductif d'instance rédigé en commun par les parties, qui soumettent au juge leurs prétentions respectives, les points de désaccord et leurs moyens respectifs de fait et de droit. 

## Mentions obligatoires
La requête doit comporter certaines mentions obligatoires à peine de nullité :
- l'indication de la juridiction saisie de la demande ;
- la désignation des immeubles concernés par le litige ;
- la date et la signature des parties ou de leurs avocats ;
- pour chacun des requérants, les noms, prénoms, profession, domicile, nationalité, date et lieu de naissance pour les personnes physiques, ou la forme, la dénomination, le siège social et l'organe de représentation légale pour les personnes morales ;
- l'ensemble des moyens en fait et en droit de chacune des parties ;
- devant le Tribunal de grande instance, la constitution et la signature des avocats constitués pour chaque partie[loi 2] ;
- en appel, la requête conjointe doit contenir une copie certifiée conforme du jugement, une indication des chefs de jugement visés par l'appel, et la constitution et la signature des avocats constitués pour chaque partie[loi 3].

## Clauses de la requête
La requête conjointe étant rédigée en commun par les parties, celles-ci peuvent stipuler différentes clauses visant à aménager la procédure :
- confier au juge saisi la mission de statuer comme amiable compositeur[loi 4] ;
- lier le juge par les qualifications et points de droit auxquelles elles entendent limiter le débat[loi 5] ;
- insérer une clause attributive de compétence territoriale ou de compétence matérielle ;
- déroger à la publicité des débats en prévoyant que l'affaire sera débattue en chambre du conseil[loi 6] ;
- décider que l'affaire sera plaidée devant le juge de la mise en état du Tribunal de grande instance[loi 7] ou devant le juge rapporteur du Tribunal de commerce[loi 8] ;
- décider que l'affaire soit jugée par un juge unique ou renoncer à la faculté de demander le renvoi à la formation collégiale, lorsque l'affaire est portée devant le Tribunal de grande instance[loi 8] ;
- renoncer à la faculté d'interjeter appel de la décision à rendre.